# Campbell megye (Kentucky)
Campbell megye az Amerikai Egyesült Államokban, azon belül Kentucky államban található. Megyeszékhelye Alexandria, legnagyobb városa Fort Thomas. Lakosainak száma 93 076 fő (2020. április 1.). Campbell megye Hamilton, Clermont, Pendleton és Kenton megyékkel határos.

## Népesség
A megye népességének változása:
| Lakosok száma | 90 546 | 90 946 | 90 884 | 90 988 | 92 066 | 93 076 |
|               | 2010   | 2011   | 2012   | 2013   | 2015   | 2020   |